# گوشه‌گیر شکم‌گندمی
گوشه‌گیر شکم‌گندمی (نام علمی: Phaethornis syrmatophorus) نام یک گونه از سرده گوشه‌گیرمرغ‌ها است.